# Robert Lenz (Indogermanist)
Robert Lenz (* 23. Januarjul. / 4. Februar 1808greg. in Dorpat, heute Tartu, Estland; † 30. Julijul. / 11. August 1836greg. in Sankt Petersburg) war ein deutsch-baltischer Sanskritforscher.

## Leben
Robert Lenz war ein jüngerer Bruder des Physikers Heinrich Friedrich Emil Lenz. Er besuchte das Gymnasium seiner Vaterstadt und studierte ab 1824 an der Kaiserlichen Universität Dorpat Theologie, verließ als graduierter Student 1828 die Universität und übernahm im Sommer dieses Jahres die Stelle eines Pensionsinspektors und Lehrers an der Ritter- und Domschule in Reval. Dieses Amt gab er jedoch um Ostern 1830 wieder auf und bezog im Frühling 1831 die Universität in Berlin. Hier ging er seiner größten Neigung für Sanskrit-Studien unter Franz Bopps Leitung nach und promovierte 1832.
Darauf veröffentlichte Lenz den Bericht über eine im Asiatischen Museum der Kaiserlichen Akademie der Wissenschaften zu Petersburg deponierten Sammlung Sanskrit-Manuskripte (Leipzig und Sankt Petersburg 1833) und gab im gleichen Jahr das Drama Urvači des indischen Dichters Kalidasa mit einer lateinischen Übersetzung und kritischen Anmerkungen heraus (Urvasia fabula Calidasi. Textum sanscritum edidit, interpretationem Latinam et notas illustrantes adjecit Robertus Lenz Dr. Ph., Berlin 1833). Zur weiteren Ausbildung seiner Sanskrit-Studien begab er sich 1833 mit Unterstützung der russischen Regierung nach London, verglich die dortigen Handschriften der Urvači (Apparatus criticus ad Urvasini fabulam Calidasi, Berlin 1834) und kopierte u. a. den Lalitavistara, von dem er eine Inhaltsübersicht als Vorläufer einer (nicht erschienenen) Übersetzung veröffentlichte (Analyse du Lalita-vistara-pourana, l’un des principaux ouvrages sacrés des Bouddhistes de l’Asie centrale, contenant la vie de leur prophète, et écrit en sanscrit, in: Bulletin scientifique, Sankt Petersburg 1836).
Nach mehr als einjährigem Studium in London kehrte Lenz im Juli 1835 nach Sankt Petersburg zurück, wo er seinen Bericht über den Zustand der Sanskrit-Literatur in England dem Präsidenten der Akademie überreichte. Er wurde zum Adjunkten und Mitglied der Akademie der Wissenschaften ernannt und eröffnete an der Universität Vorlesungen über Sanskrit und Sprachvergleichung. Allerdings setzte ein frühzeitiger Tod seinen weit ausgedehnten wissenschaftlichen Bestrebungen am 11. August 1836 ein unerwartetes Ende. Sein literarischer Nachlass ging an die Bibliothek des Asiatischen Museums über.